# لويد وليامز (لاعب كرة قدم أسترالية)
لويد وليامز (بالإنجليزية: Lloyd Williams)‏ هو لاعب كرة قدم أسترالية أسترالي، ولد في 8 أكتوبر 1934.

## وصلات خارجية
- لويد وليامز على موقع AustralianFootball.com (الإنجليزية)
- لويد وليامز على موقع AFLtables.com (الإنجليزية)
- لويد وليامز على موقع أوليمبيديا (الإنجليزية)